# Cyperus trachysanthos
Cyperus trachysanthos là loài thực vật có hoa trong họ Cói. Loài này được Hook. & Arn. mô tả khoa học đầu tiên năm 1832.

## Hình ảnh

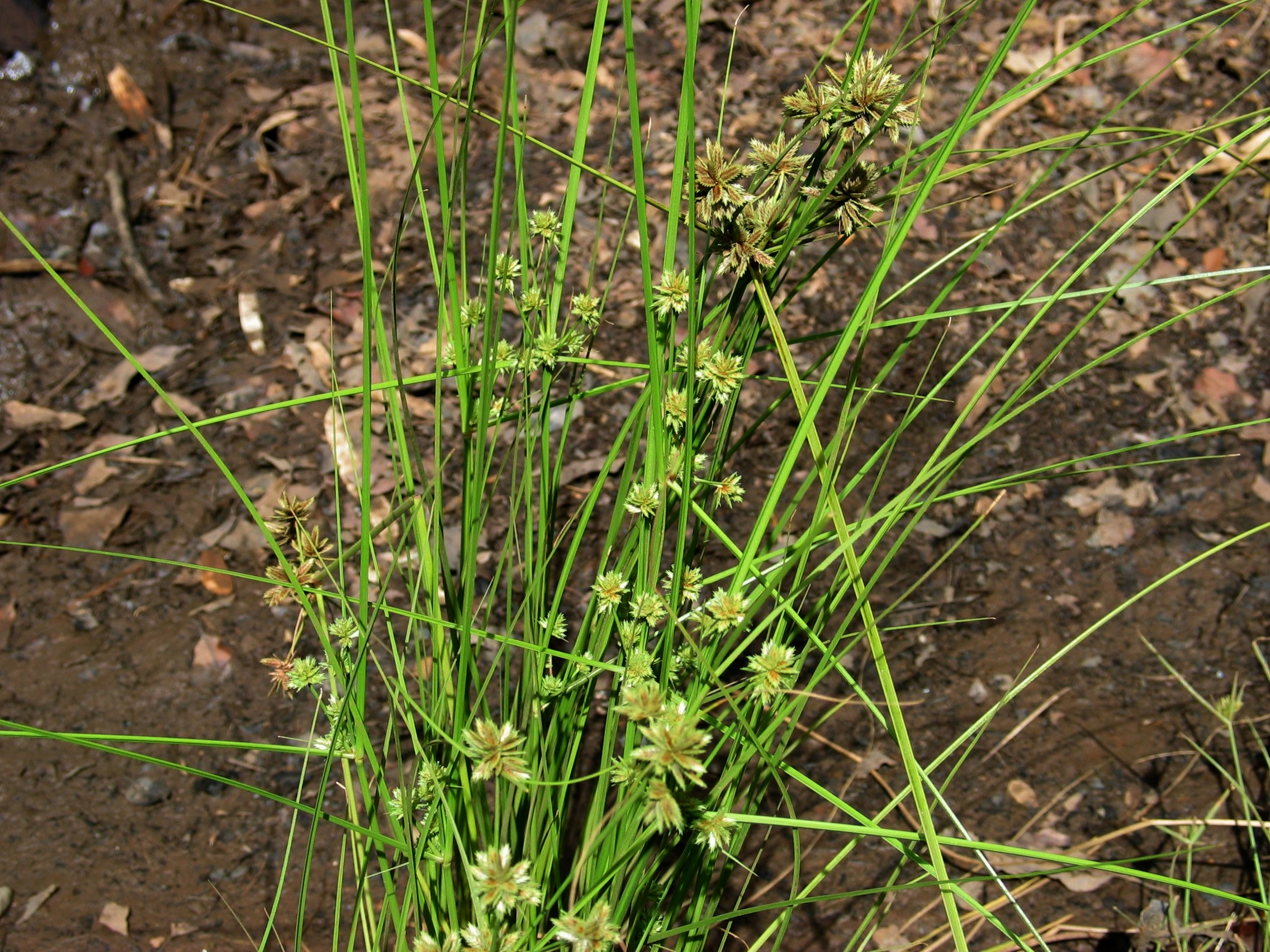
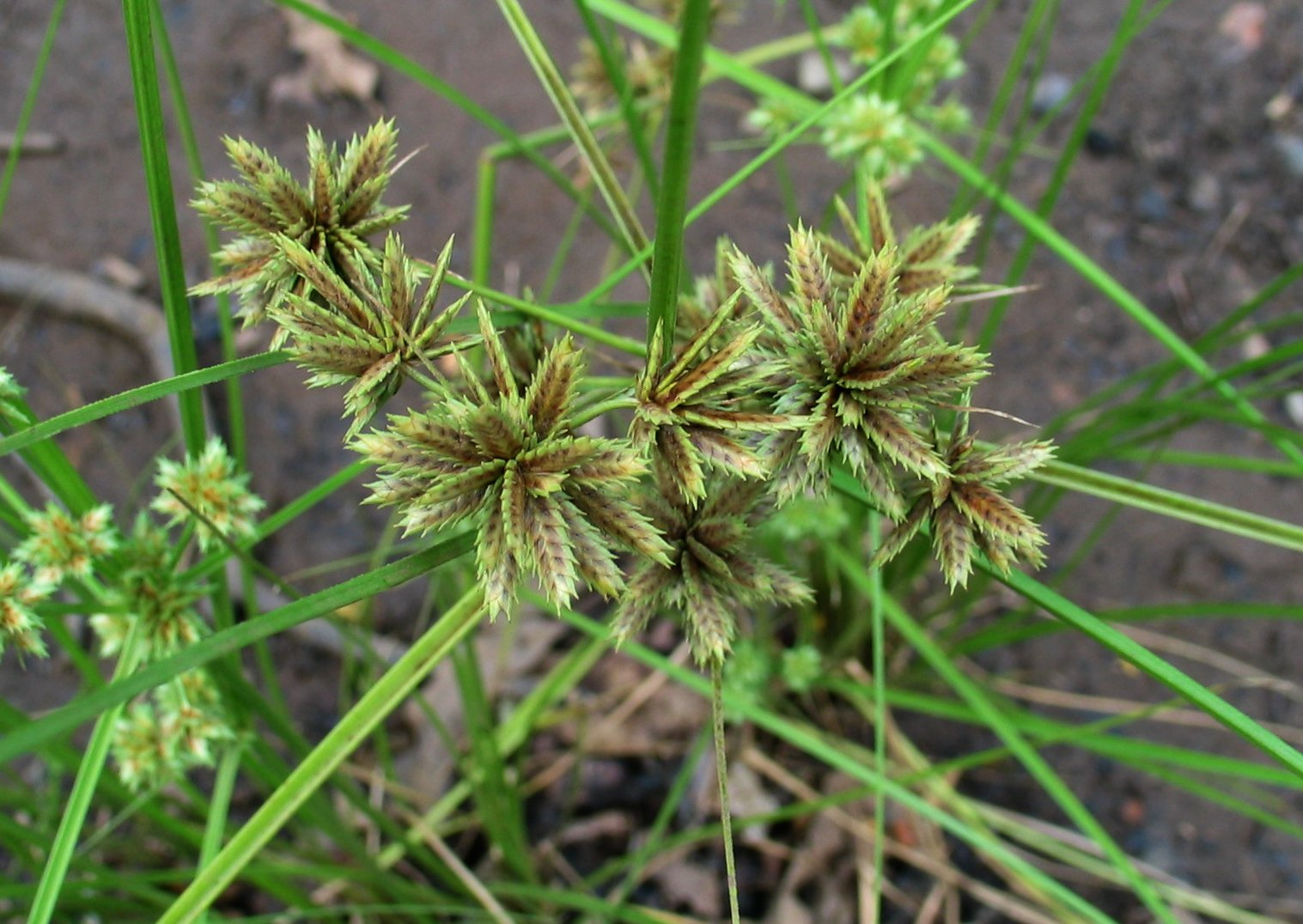
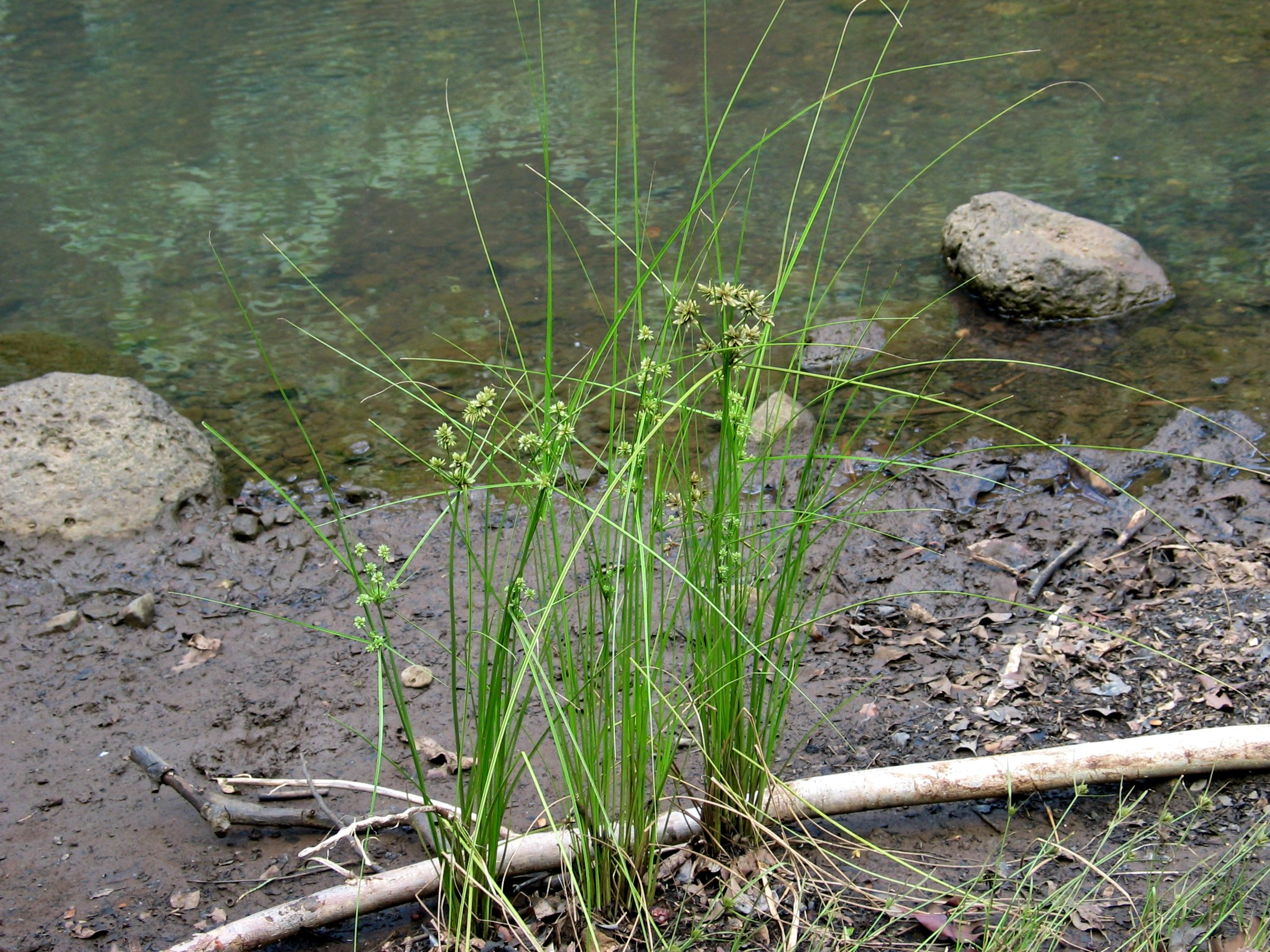
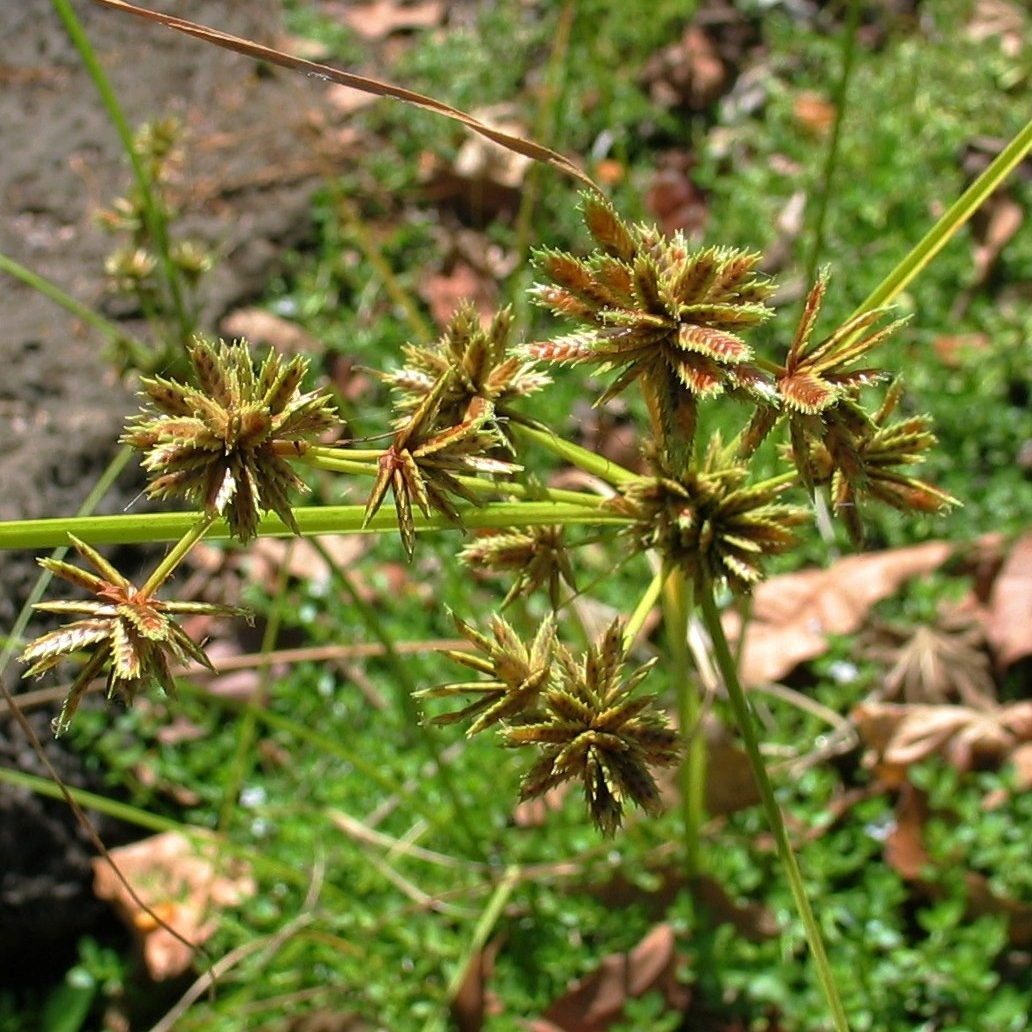